# Fatu Loda (Ort)
Fatu Loda ist ein osttimoresischer Ort im Suco Balibar (Verwaltungsamt Cristo Rei, Gemeinde Dili).
Balibar liegt an der Überlandstraße von Dili nach Aileu, im Süden der Aldeia Fatu Loda auf einer Meereshöhe von 642 m. Da die Straße die Gemeindegrenze zu Aileu bildet, liegen Teile des Ortes in der Nachbargemeinde, so auch das medizinische Zentrum. In Nordteil des Ortes, der zu Dili gehört, befinden sich die Grundschule Balibar und der Sitz des Sucos Balibar.